# Skeldon
Skeldon – miasto w Gujanie; w regionie East Berbice-Corentyne; 5800 mieszkańców (2006). Przemysł spożywczy.